# والي (مغني)
أوليبووالي فيكتور أكينتايمهين (من مواليد 21 سبتمبر 1984)، يُعرف باسم والي (بالإنجليزية: Wale) هو مغني راب وكاتب أمريكي. صعد لأول مرة إلى الشهرة في عام 2006، عندما أصبحت أغنيته «ديغ دوغ (شيك إت)» مشهورة في مكان مسقط رأسه. أصبح والي معروفًا محليًا واستمر في تسجيل الموسيقى للجمهور الإقليمي. التقى والي بالمنتج مارك رونسون في عام 2006 وانضم إلى شركة تسجيلات رونسون، تسجيلات أليدو، في عام 2007. أثناء تواجده مع شركة التسجيلات، أصدر والي العديد من الأشرطة المختلطة وظهر في وسائل الإعلام الوطنية بما في ذلك إم تي في ومجلات مختلفة تركز على الأمريكيين السود. أغنية «رايدين ذات بلاك جوينت» كانت من ضمن الأغاني المتواجدة في لعبة ساينتس رو 2 في عام 2008.
في عام 2008، وقع والي مع إنترسكوب ريكوردز مقابل 1.3 مليون دولار، وأصدر ألبومه الأول أتينشن ديفيكيت في عام 2009 مع الأغاني الفردية «تشيلين» و«بريتي غيرلز» و«ورلد تور». تلقى الألبوم، على الرغم من قلة الشحن، مراجعات إيجابية من النقاد. في أوائل عام 2011، وقع والي مع شركة تسجيلات المغني ريك روس مايباخ ميوزك جروب، حيث أصدر أعضاء الملصق ألبومًا تجميعيًا، سيلف ميد 1 في 23 مايو 2011. صدر ألبومه الثاني، أمبيشن في 1 نوفمبر 2011، بمراجعات مختلطة. صدر ألبومه الاستوديو الثالث ذا غيفتيد في 25 يونيو 2013 لمراجعات إيجابية بشكل أساسي. ظهرت لأول مرة في المركز الأول على بيلبورد 200. ألبومه الثاني رقم بيلبورد ذا ألبوم أباوت نوثينغ تم إصداره في 31 مارس 2015.
في عام 2018، أصدر ويل ثلاثة ألبومات مطولة بعنوان إتز كومبليكيتيد، سيلف بروموشن الذاتي، وفري لنش.
في عام 2019، أصدر والي ألبومه السادس وأو. . . ذاتز كريزي، مع إصدار الألبوم المنفرد الرائد «أوه تشيل» في 12 يوليو 2019. قوبلت بتعليقات إيجابية وقضت 23 أسبوعًا على بيلبورد هوت 100 وبلغت ذروتها في المرتبة 22.

## ديسكغرفيا
- أتينشن ديفيكت (2009)
- أمبيشن (2011)
- ذا غيفتيد (2013)
- ذا ألبوم أباوت نوثينغ (2015)
- شاين (2017)
- وأو. . . ذاتز كريزي (2019)